# 貨幣改鋳
貨幣改鋳（かへいかいちゅう、money recasting ）とは、市場（しじょう）に流通している貨幣を回収してそれらを鋳潰し、金や銀の含有率や形を改訂した新たな貨幣を鋳造し、それらを改めて市場に流通させることである。経済政策の1つとして行われることもある。

## 改鋳の目的
歴史的には改鋳によって従前より貨幣量を増やし、増えた分を益金（シニョリッジ）として得ることを目的として行われるものが多かった。
貨幣量を増やす方法は、元禄改鋳を例にとると、金純度86パーセントの小判の金の含有率を56パーセントに減らしている。純分量が約3分の2に減ったことで、従来の小判2枚分の金で改鋳後の質を落とした小判を3枚鋳造できる計算になる。つまり、改鋳によって従来の貨幣量を約1.5倍に増やすことができ、その増えた0.5倍分の小判が幕府の益金となる。このようにして貨幣の質を落とすことによって利益を得る政策を、新井白石は「陽（あらわ）にあたえて陰（ひそか）に奪う術」として激しく非難した。
こうした貨幣量を増やす改鋳は主に、支出の増加により悪化した財政の補填、大火や地震などの災害復興のための費用、戦費や軍隊の維持費などを捻出するために行われた。その反対に、貨幣量を減らす改鋳は、貨幣を貴金属の含有量を減らされる以前の質の高いものに戻すために行われた。これは貨幣量を減らすことが目的ではないが、増加した貨幣の全てを質の良いものにするだけの貴金属が確保できないために、結果的に貨幣量が減ることになったのである。
ローマ帝国では、帝国の版図拡大と辺境のゲルマン諸国の侵攻の活発化によって軍事費が拡大し国家予算の70パーセント以上を占めるようになったこと、東方との貿易で香料や宝石、陶磁器などを購入するために金銀貨が国外に流出したことから、長年にわたって貨幣の改鋳が繰り返された（#ローマ帝国参照）。
また、実物貨幣は素材が貴金属であるために、金銀比価の変化に伴う金と銀の相場の変動によって、貨幣そのものが投機の対象となる。そのため、海外の金銀交換レートの違いによって国内の貨幣が流出してしまう事態が生じる（#安政・万延の改鋳、#イギリス参照）。

## 経済への影響
改鋳が経済におよぼす影響は、市場に流通する貨幣量の変化と、貨幣の質の変化によって発生する。

### 貨幣量の増減
貨幣量の増加はインフレーションとそれに伴う物価の上昇を、減少はデフレーションと物価の下落を引き起こす。杵築藩の学者・三浦梅園や正徳年間に貨幣改鋳を行なった新井白石は貨幣数量説に基づいて「貨幣量が増加したことが物価の上昇をもたらした」という考えを主張し、天保の改革の際に株仲間の解散令に反対した矢部定謙や、弘化年間に町奉行に再任した遠山景元は、文政から天保期の物価上昇は貨幣改鋳が原因の1つであるという意見を提出している。16世紀のフランスではジャン・ボダンが「高物価の原因は金銀の豊富さ」であることを立証しようとしている。ただし、物価は農作物の豊凶や災害など当時の社会情勢によっても変動するので、貨幣の改鋳のみが物価上昇の原因とすることはできない。
改鋳によるインフレーションは、貨幣価値の下落＝貨幣の購買力の低下＝平価切り下げとも言われるが、一方で市場規模の拡大と経済成長は、貨幣への需要を増加させる。改鋳による貨幣量の増加は、市場経済の拡大に伴う貨幣の需要増に対応し、貨幣の供給増は円滑な市場取引を促した。その反対に、拡大した市場に見合うだけの貨幣量が無ければ通貨不足が発生し、人々は物品の購入やサービスに使う金を節約するようになり景気が落ち込む。また、貨幣の不足は高金利を、そして高金利は投資不足と失業をもたらす。荻原重秀による元禄の改鋳により、通貨流通量が増加したにもかかわらず、17世紀後半以降日本では大きな物価上昇がみられなかったことは、経済規模の急速な拡大にともなって恒常的に相対的な貨幣不足の状況にあったという研究もある。
しかし、当時の物価は大坂における銀建ての商品相場を指し、改鋳では金貨に対し銀貨の品位低下率が小さかったため金貨が敬遠され、また旧銀が退蔵されるなどし銀貨が払底したため銀高金安となった。そのため江戸においては物価は上昇した。元禄改鋳について通貨供給量増大という現代的観念を持出して評価する向きもあるが、当時は中国や朝鮮など海外との交易では金銀は国際決裁手段として用いられていたのであり、大坂の両替商など商人らの取引に於いて貨幣の素材価値が交換の媒体としての意味を失っておらず、当時の通貨の未発達な段階に於いて品位を低下させ名目価値を増大させても、実質価値としての通貨増大という経済的意義にはつながらないとする見方もある。また、グレシャムの法則の作動による良質の旧金銀の退蔵は通貨量にも影響をおよぼし、市場に於いて鋳造量に見合うだけの通貨増大にはならない。
市場の拡大と金銀産出量の減少、それに貿易による金銀貨の海外流出など、様々な要因が17世紀後半の日本国内の貨幣の不足をもたらしていた。そのため、荻原による貨幣量を増やす改鋳は「リフレーション（通貨膨張）政策」として評価され、貨幣不足を解消し物価を安定させた元文期の改鋳（#元文の改鋳参照）も同様の評価を受けている。海外でも、ディナール金貨のインフレが発生した時にイラクの繁栄は絶頂に達し、改鋳とそれにともなうインフレによってイタリアを中心とするヨーロッパと近東では金融業と銀行業が発達して経済成長が促された。
その反対に新井白石が着手し、徳川吉宗が推進したような貨幣量を減らす改鋳は、貨幣の流通量を収縮させ、米価をはじめとする物価が下落する。収入の基本が米である武士階級は、米を売却して現金を得なければならないが、米価の低迷により、現金収入は減少することになる。幕府や藩の収入も減少し、経済が停滞するというデフレ・スパイラルを発生させることとなった。元禄期に行われた荻原の貨幣改鋳は出目（改鋳益金）目的といわれる一方、貿易で金銀が大量流出したことによる貨幣不足や、貨幣経済の波及による貨幣の需要増加への対応、そして米価を上昇させ武士の生活を安定させるためにも、貨幣量を増やすインフレ政策を取る必要があったとされる。
イギリスのエドワード・ギボンは『ローマ帝国衰亡史』第11章において、ローマ帝国の皇帝・アウレリアヌスが貨幣の質を改善しようとした際に職工たちの蜂起が生じて7000名もの兵士の犠牲が出たことに対して、通貨の改良は民衆受けのする行為であり、改鋳によって利益を得られる者はごく少数に限られているはずだから、国民がこれだけの規模の反乱に参加するなど信じがたいと述べている。それに対して経済学者のジョン・メイナード・ケインズは、当時のローマの民衆はギボンの言うように商業の原理に関する理解が不十分であったかも知れないが、商業原理の作用による（貨幣の改良にともなう）通貨デフレを体験しないわけにはいかなかったとしている。

### 貨幣の質の変化
貨幣の質の変化は、貨幣そのものに対する信用に影響する。元禄小判や文政7年（1824年）鋳造の一朱金は折れたり裂けたりし、表面に出た銅分を飛ばすことで銀色に発色させた四ツ宝銀は発色が失われると銅の塊のようになり、二朱金は金貨でありながら使われるうちに表面が剥落して銀色になる「金メッキの銀貨」と言われた。『甲子夜話』には、火災にあった商家に貯めてあった金貨は銀貨に化けてしまい、その品位の劣悪なことが知られたという。新井白石は「名こそ銀にてあるなれ、実には銅の銀気あるにも及ばず」として改鋳によって貶質化した銀貨を酷評し、質の悪い貨幣はその価値を減じ、朝鮮からの朝鮮人参の輸入では改鋳した銀貨での取り引きを拒否される事態となった（人参代往古銀の頁を参照）。質の良い貨幣への改鋳を行なっても、「悪貨は良貨を駆逐する」で知られるグレシャムの法則により、それらは退蔵されて市場からは姿を消すようになった。
中世ヨーロッパのスコラ学派の哲学者たちは、貨幣の価値はそれに含まれる金銀の量によって決められなければならないと主張し、14世紀フランスのニコル・オレームは、金銀は古代よりその神秘的な意義のために、賢明さをもって選ばれた貨幣にもっとも適する物であり、貨幣の質を君主が恣意的に改変することは「自然ならびに理性の秩序を転倒すること」として批判している。しかし、硬貨は使われているうちに摩耗して自然に劣化し、また貨幣を削ったり切り分けたりして闇市場で売ろうとする者によって変造されるため、改鋳はしばしば歓迎された。
その一方で、質の変化は貨幣のレートの変化をもたらし、レートの変化は貿易に影響をおよぼす。自国の貨幣のレートが下がれば輸出に有利に働く一方、輸入品の価格は上昇する。輸入品の価格の増減は国内の物価に直結し、国産品の輸出高の変化は国内産業の発展、または衰退をもたらすことになる。これは、海外との貿易に限らず、「江戸の金遣い」「上方の銀遣い」という三貨制度が通用していた江戸時代の日本でも金貨・銀貨の交換レートの変化が国内での物価を大きく左右した。
また、元禄8年の改鋳の後、長崎での海外貿易では悪質化した金銀貨での取引から、俵物（煎海鼠（いりこ）・干鮑（ほしあわび）・鱶鰭（ふかひれ））や銅を用いる代物替へのシフトがなされた。これは、質の落ちた金銀貨での取引をオランダ・中国側に忌避させ、輸出商品を海産物や銅に換えることで、貿易による日本国内の金銀の流出を食い止める狙いがあったとも言われる。対馬藩を通した朝鮮への輸出銀は17世紀末には鋳造銀貨の8％におよんだが、元文期の貨幣改鋳（#元文の改鋳参照）により銀貨の品位が低下したことを受けて18世紀半ばには朝鮮への銀流出は途絶している。
新世界発見前の時代のヨーロッパでは貨幣の自然摩耗と東方への流出によって貴金属が減少したため、ヨーロッパに比べて物価水準の高くなったイングランドからは銀が流出し、通貨不足に陥った。改鋳は当時の為政者たちによる財源確保であると同時に、貨幣の質の悪化は通貨問題に対応するための手持ちの便法としては最高のものだったのかもしれず、外国為替レートの安定性より国内物価の安定性を重視した結果として実施されたと思えば、今ほど厳しい見方をしなくてもいいかもしれないという説をケインズも述べている。

## 日本
江戸時代以前の日本には、和銅元年（708年）に初の日本製貨幣の和同開珎が鋳造されてから、天徳2年（958年）までに皇朝十二銭と言われる12種の銅銭が造られた。しかし、律令政府は殆どの場合新貨発行の度に比価を旧銭1に対し新銭10と定め旧銭を回収し造幣材料とし、新銭の価値を高めようと務めた。このような暴挙が繰り返されたため到底通貨としての信認をつなぐことは出来ず、造幣材料の不足から銭も次第に劣小化して、著しい銭の価値の下落つまり物価騰貴を招来した。遂に鋳銭は停止となり、その後は大陸（中国）から輸入した銅銭を商取引に使用したため、新たに銭貨は鋳造されず、改鋳も行われることは無かった。
江戸時代の改鋳は、当時の金座・銀座の文書には吹替えとあり、金貨であればそれまで使用されていた小判や一分判に含まれる金と銀の割合と量目を、銀貨は丁銀や豆板銀に含まれる銀と銅の割合を調整し、新たな金銀貨を製造して流通させた。

### 元禄期の荻原重秀による改鋳

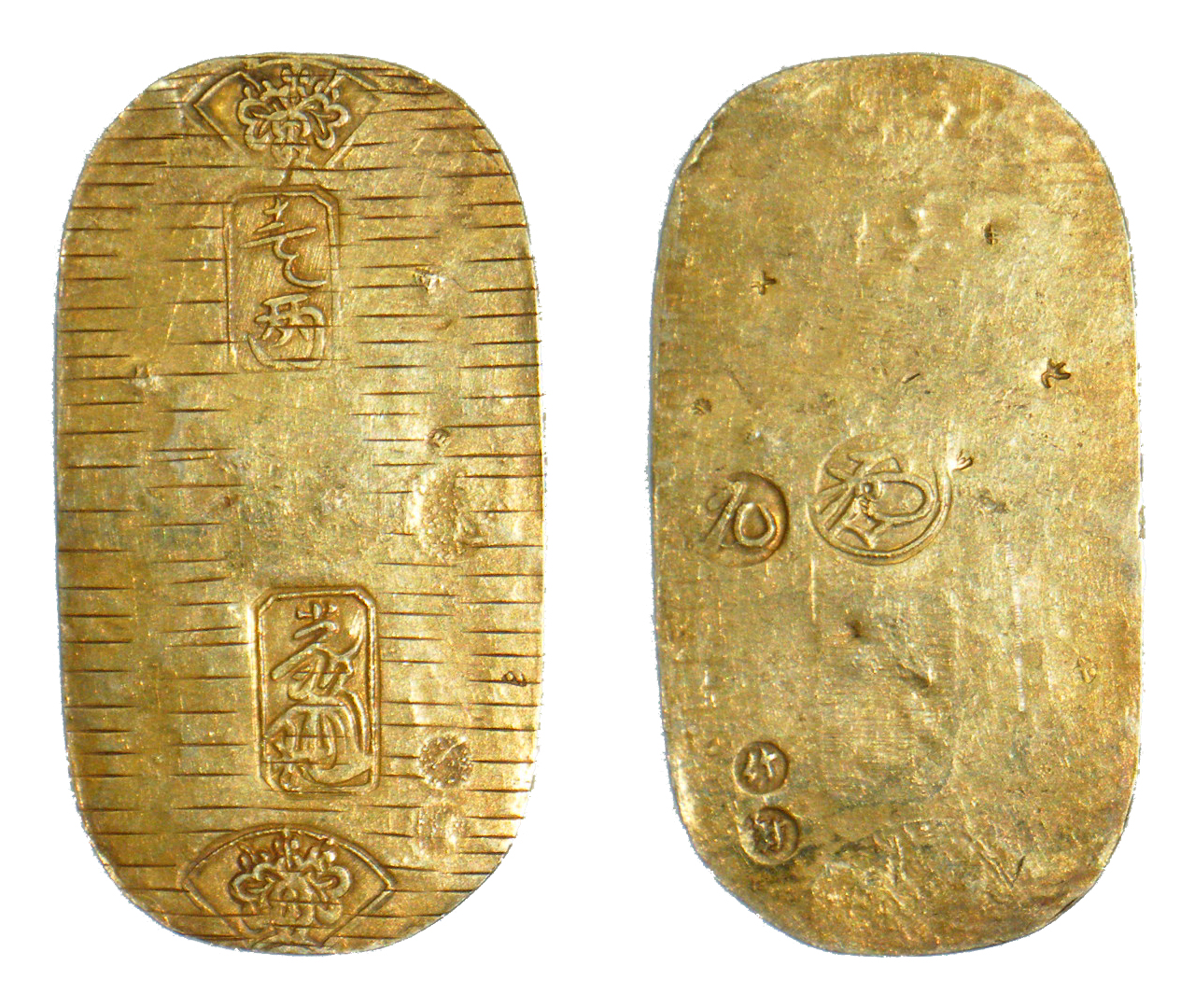
元禄小判

元禄8年8月7日（1695年9月14日）、江戸時代最初の改鋳である「元禄の改鋳」の御触れが出され、同年9月10日（1695年10月17日）から新金銀が通用開始された。
この時期、経済の発展に伴って貨幣の需要が増えたにもかかわらず、江戸幕府直轄の鉱山からの金銀の産出量は激減し、また長崎貿易によって海外に金銀が流出したこともあって、幕府が貯蔵していた金銀を鋳潰しても貨幣の供給は追いつかなかった。そのため市場の金銀の数量を増やすという名目の触書を出し、当時勘定吟味役だった荻原重秀の主導で慶長金銀（慶長小判・慶長一分判・慶長丁銀・慶長豆板銀）より質を落としたいわゆる元禄金銀（元禄小判・元禄一分判・元禄二朱判・元禄丁銀・元禄豆板銀）が鋳造された。しかし、その質の悪さのため物価は騰貴し、良質な慶長金銀の退蔵により新旧貨幣の交換も滞り、通貨制度は混乱した。ただし、村井淳史の研究によれば、元禄の改鋳から次の改鋳までの約10年間での米価上昇は年率約3％、元禄8・9年の米価騰貴は冷夏による凶作が重なったことが原因としている。元禄の改鋳では旧金銀回収に対し、質の劣る新金銀に僅かな増歩しか付け無かったため、グレシャムの法則が作動し豪商らは旧金銀を退蔵して回収が中々進捗せず、物価はなだらかに上昇するクリーピングインフレであったからである。また、通貨制度の混乱は、金は2/3、銀は4/5とアンバランスから銀高を招いた部分が大きい。お触れには「世間の金銀多出来候ため」とあったが、品位低下に見合う分の物価上昇と、良質の旧金銀の退蔵のため、流通量の増加は達成できなかったと考えられている。
改鋳が実施される前年の元禄7年（1694年）の「御蔵入高並御物成元払積書（おくらいりだかならびにおものなりもとばらいつもりがき）」によると、歳入と歳出を合せると幕府は10万5400両の赤字で、特に作事支出、つまり5代将軍徳川綱吉による寺社造営の作事費用が10年前から22万4600両増加しており、翌年の改鋳は財政赤字の補てんが主目的であったとの研究もある。

### 宝永期の荻原重秀による改鋳

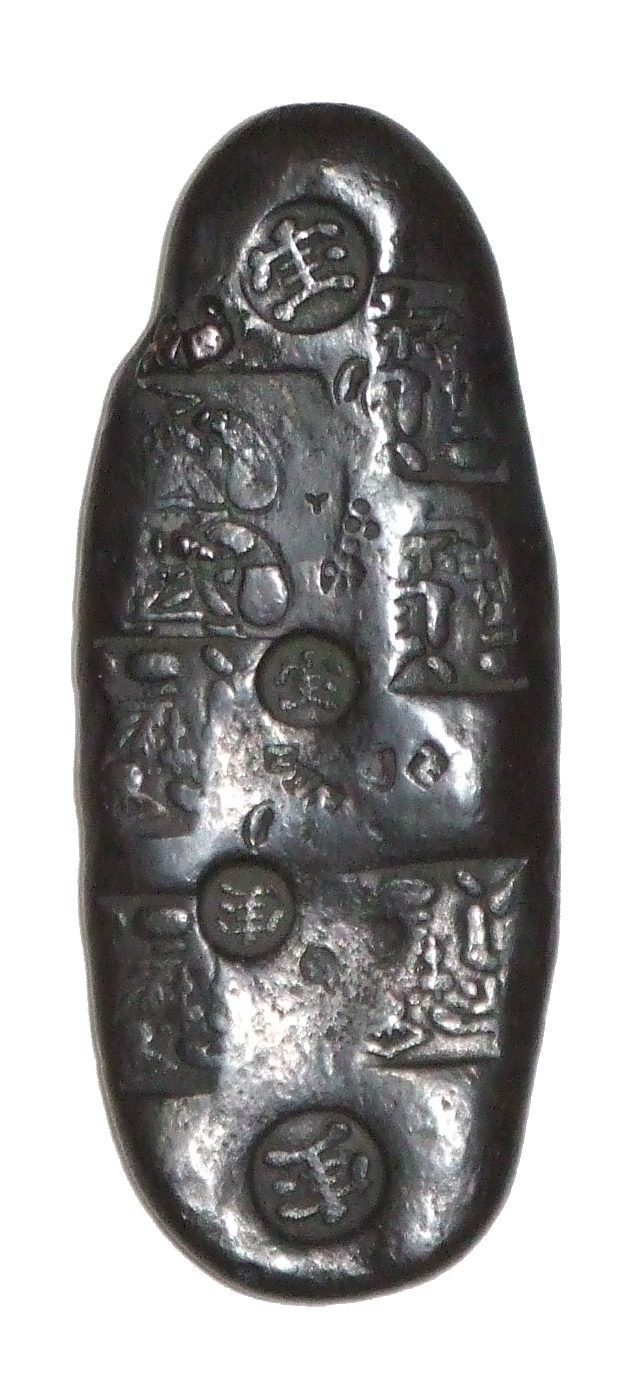
宝永四ツ宝丁銀

元禄の改鋳によって幕府が得た出目は500万両余に上ったが、この時期、奥州を中心とする元禄の飢饉、勅額大火、元禄地震など天災地変が続発し、その出目も費えた。荻原は宝永3年7月9日（1706年8月16日）には二ツ宝銀を鋳造したが、宝永4年（1707年）の宝永地震・宝永大噴火は幕府の財政を窮地に陥れ、翌宝永5年閏正月7日（1708年2月28日）には噴火による灰除金の名目で幕府が初めて全国的課税を行い、高100石に付、2両という「諸国高役金」が課された。
宝永6年2月3日（1709年3月13日）に、6代将軍になる運びとなった徳川家宣が将軍代替わりの費用について重臣を集めて尋ねたところ、荻原重秀は天災対策費に加え、宝永の大火における内裏炎上に伴う建替えなどの出費が嵩むとして貨幣改鋳の必要性を訴えた。改鋳に消極的であった家宣が他に良案は無いものかと尋ねた処、新井白石は、「幕府の財政は荻原が言うほど深刻なものでは無い。諸費用は分割して払えばよい。金銀の如く天地から生まれた財宝に混ぜ物をして幕府の懐を肥やせば天罰を受け天災地変が起る」と答え、家宣も大いに喜び改鋳の儀は中止となった。
しかし、荻原は銀座と結託して、宝永7年3月6日（1710年4月4日）には永字銀、同年4月2日（1710年4月30日）に三ツ宝銀、正徳元年8月2日（1711年9月14日）に四ツ宝銀と、銀の含有率を減らした銀貨の改鋳を繰り返した。改鋳に消極的であった御銀改役の大黒常是は退けられた。また、宝永7年には、元禄小判に代えて、慶長金とほぼ同質だが量目が半分程度の乾字金を発行した。宝永7年以後の銀貨改鋳は、幕府の急な出費を賄うために荻原の独断で行われた。ただし、『金銀座書留』では、「急々のご入用に付、ご内意の上」つまり「内々の仰せ」として、財政窮乏下の出費のため、将軍・徳川家宣の内諾を得ていると書かれている。このとき幕府の得た益金は銀21万3591貫、銀座の収益は銀10万9261貫に上ったとされる。さまざまな通貨が同時に混在して使用されることとなり、江戸と上方での為替が滞り、両替手数料の増加、銀相場と銭相場の急騰などの結果を招くことになった。
この改鋳によって銀座は莫大な出目を得、銀座人らは豪遊に走り「両替町風」とも呼ばれたが、正徳4年5月13日（1714年6月24日）に銀座に手入れが行われ、銀座年寄らが遠島流罪、闕所・追放などに処された。
金銀相場は、元禄の改鋳前は金1両＝銀60匁前後で安定していたが、元禄8年の改鋳では金貨の品位の低下が銀貨の低下よりも大きかったため、銀貨のレートが上昇した。「金安銀高」の状態になったため銀遣いを中心とした京・大坂の商品は金遣いが中心の江戸に流入しにくくなり、これが物価上昇の一因ともなった。そのため、荻原重秀によって繰り返された改鋳は、金よりも銀の品位の下がり具合を大きくすることで金の銀に対するレートを上げ、それによって江戸の物価を下げようとする目的もあったとされる（#貨幣の質の変化参照）。

### 正徳・享保期の改鋳

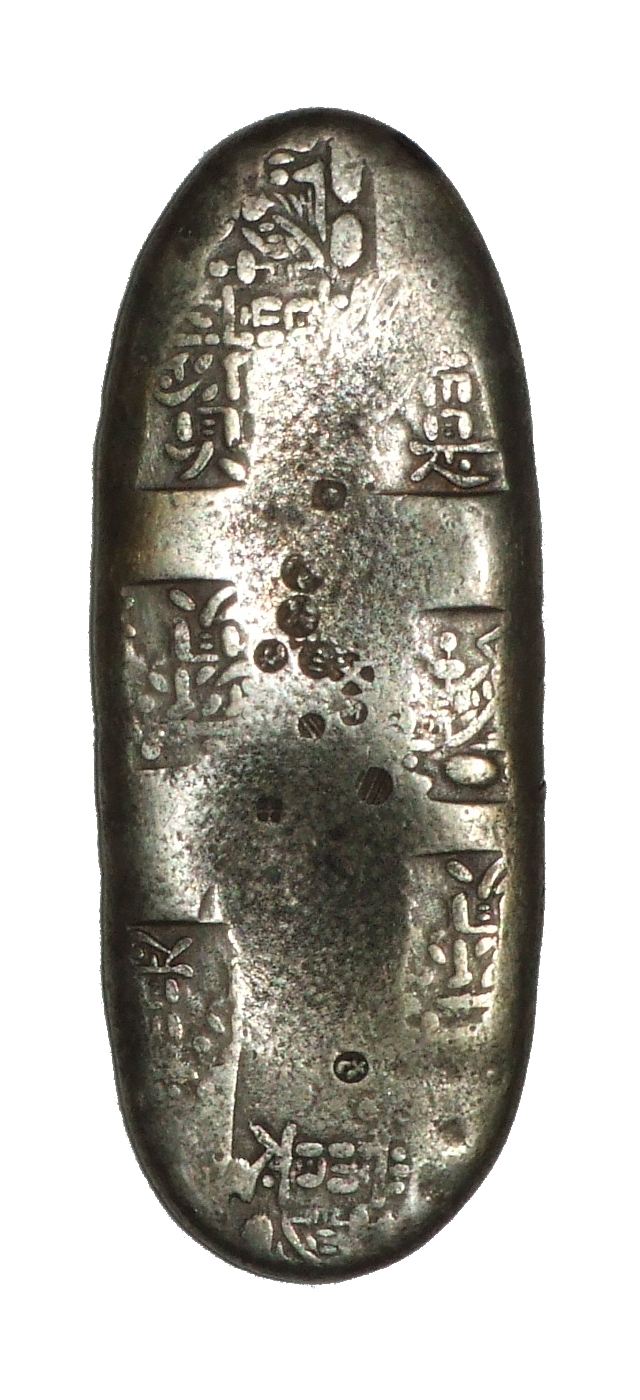
正徳丁銀（享保丁銀）

荻原重秀の政策を批判し、真っ向から対立した新井白石は「物価が騰貴するのは、貨幣の質の低下ではなく、貨幣量の過多が原因」という説を展開して、金融引き締めの方針に転換し、正徳4年5月15日（1714年6月26日）に正徳金銀（正徳小判・正徳一分判・正徳丁銀・正徳豆板銀）を発行した。これらは金銀の含有量が慶長金銀と同じ良質の貨幣であったが、新産金銀が望めない中、材料を回収旧金銀に依らざるを得ないため貨幣の名目数量が減り、市場への流通量は不足気味となった。旧貨幣との交換も進まず、この時点で正徳金銀が広くいきわたって流通したわけではなかった。翌5年（1715年）に白石が「新金銀強制通用令」を出したものの効果はなく、享保の直前の時期には慶長金・元禄金・乾字金・正徳金の4種の金貨と、慶長銀・元禄銀・二ツ宝銀・永字銀・三ツ宝銀・四ツ宝銀・正徳銀の7種類の銀貨が同時に流通するという状況に陥っていた。また、この政策により銀の相場は高騰し、上方からの商品が流入しにくくなり江戸の物価上昇ももたらした。
徳川吉宗が8代将軍に就任すると儒臣新井白石は罷免されたが、吉宗は正徳金銀の通用に関しては白石の政策を踏襲し、一段と強力な措置を講じ、元禄・宝永金銀の回収・正徳金銀への改鋳が進捗した。享保3年閏10月21日（1718年12月12日）に新金銀通用令を発布し、正徳金銀と同じ質の貨幣に統一した。以後は物価は新金銀を基準とし、交換比率を純金銀含有量に応ずるようにすること、旧貨幣の通用期限を享保7年末（1723年2月4日）までとする通用令と、同時期に行われた両替商の統制強化によって、通貨は統一され、貨幣の量は収縮された。しかし正徳金銀が普及すると同時に、銀のレートは急激に高くなってゆく。

### 元文の改鋳

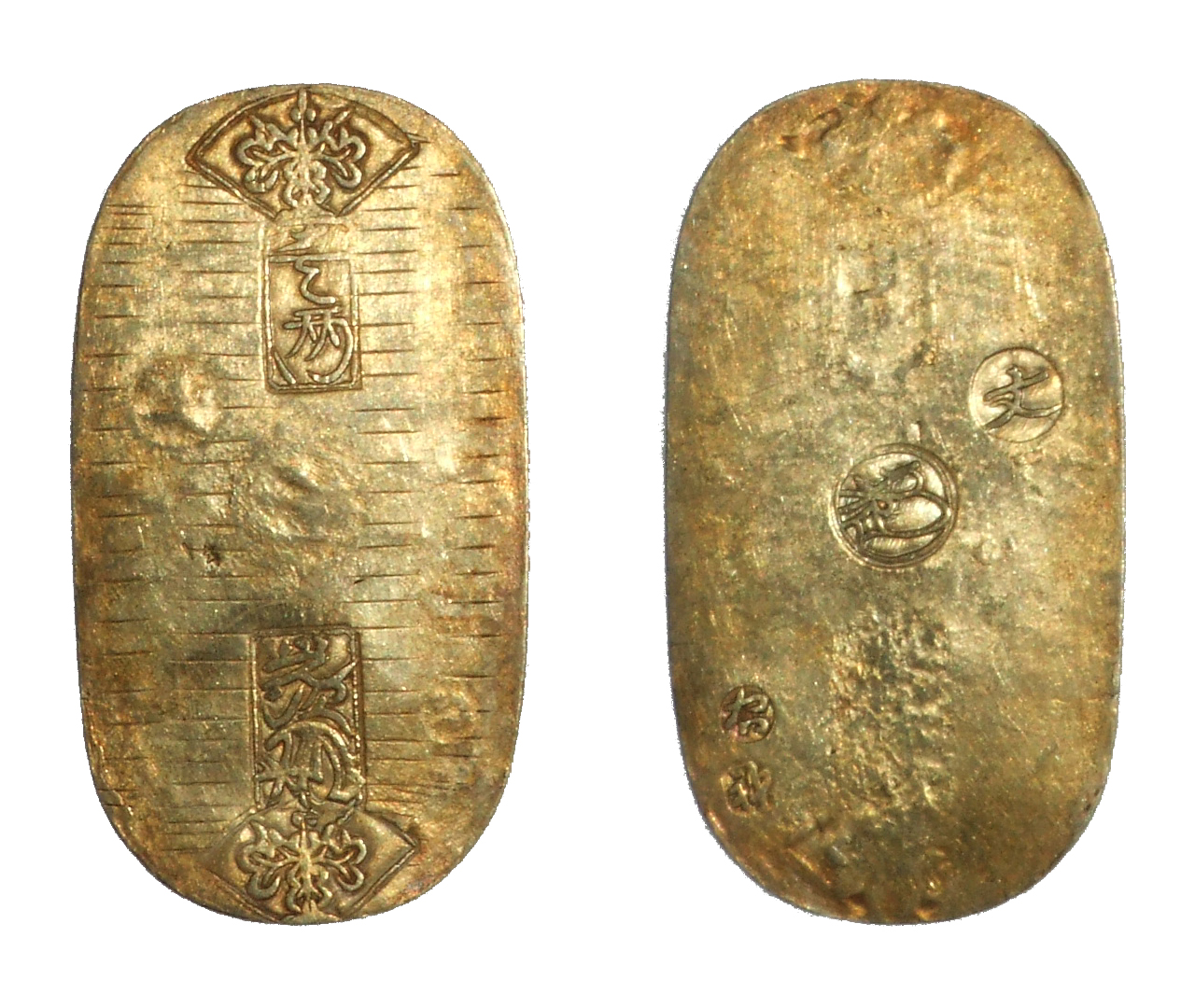
元文小判（文字小判）

享保の改革の緊縮財政によって深刻な不況に陥ったことから、享保末期ごろから政策の転換が行われた。通貨量を増やし米価を引き上げるべきとする町奉行の大岡忠相の強い説得に、良貨政策を推進めていた吉宗はついに折れ、元文元年5月12日（1736年6月20日）、大岡忠助と勘定奉行の細田時以を最高責任者とした貨幣改鋳を実施。元文小判は金の含有率を65.7%、元文丁銀は銀の含有率を46%に下げ、引替率を旧金貨100両に対し新金貨165両、銀10貫目に対して新銀15貫目とした。ただし、引替には割増金をつけたが、市場での通用は「古金新金割合差別なく」と命じている。この同額通用の命令は江戸の町人たちからの抗議と嘆願により「古金1両＝新金1.65両」のレートを認めざるを得ず、元文3年8月（1738年9月ごろ）までこの状況は続いた。
当時の江戸は、大坂から物資を買い入れていたが、この時期は江戸を含めた関東・東国経済圏の主要貨幣である金貨よりも、京・大坂を中心とする上方・西国経済圏の主要貨幣である銀貨の方が価値が高い「金安銀高」の状態であり、そのために江戸の諸色（商品の値段）は高騰していた。この改鋳は、貨幣の流通量を増やすだけでなく、銀貨の質を金貨よりも落とすことで金銀の交換レートを「金高銀安」状態にすることで関西から物資を流入させて江戸の物価を下げようとする目的があった。
しかし、改鋳直後、商人らによる良質の旧銀の退蔵によって銀が高騰したため、元文元年6月26日（1736年8月3日）、町奉行の大岡は銀高となった理由を問うべく本両替町と駿河町の両替商10人を奉行所に呼び出した。しかし、病気や他国へ出かけているなどの理由で、手代が主人の名代として出向いた。大岡は主人らの代わりに手代らを諮問したが満足な回答を得られなかったため、彼らを全員伝馬町の牢屋へ投獄した。これに慌てた両替商や町家主たちの数十回にわたる嘆願も大岡は聞き入れなかった。同年8月12日（1736年9月16日）に大岡が突然寺社奉行に転任し、もう1人の町奉行（北町奉行）の稲生正武が8月19日（1736年9月23日）に出牢を許可するまで、手代らは53日もの間牢屋に留め置かれた。
当時は新田開発などによって米が増産されたため米価が下落しており、給料として支払われていた米を売って生活費としていた武士は、現金収入が減ってしまい生活が苦しくなっていた。元文の改鋳の目的は、金銀貨の品位を切り下げることで通貨の価値を引き下げて米価を相対的に引き上げること、銀のレートを下げることで大名が年貢米を現金化する銀遣い経済圏の大坂の米価を上昇させることにあった。改鋳によって貨幣の市場流通量を増やすことで、換金のため市場に放出される米の流通量も減り、米価の下落を防ぐということも目的の1つであったと、改鋳に携わった役人・佐藤蕉蘆の回顧録にも記されている。改鋳の前年の享保20年（1735年）には米1石＝銀35匁ほどだった米価は、元文元年には1石＝45匁強となり、その後も騰貴し続けて5年間で約2倍にまで上昇している。
その後、新金銀が社会に普及するに伴って、金銀相場は「金1両＝銀60匁」のレートで安定し、米価の高め誘導と物価の安定も果たし、元文の金銀貨は文政期の改鋳まで約80年間流通した。

### 文政・天保の改鋳

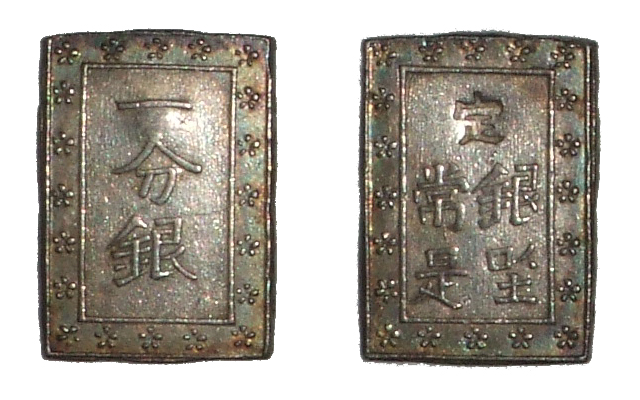
天保一分銀

老中・水野忠成主導により、約80年ぶりに文政元年（1818年）から天保にかけての貨幣改鋳が実施される。文政元年から天保3年（1818年 - 1832年）にかけての改鋳は11代将軍・徳川家斉の浪費が、天保8年からの改鋳は天保4年から7年（1833年 - 1836年）にかけての大凶作による支出増がその理由とされる。
老中・水野忠邦の側近で「水野の三羽烏」と呼ばれた後藤三右衛門光亨の発企による文政・天保の改鋳の目的は、当初から、傷んだ貨幣を新品と交換する「吹き直し」であり、元文の改鋳時のような割合通用から「旧金1両＝新金1両」という同額通用を命じている。商人たちはこの原則には従い、以後の改鋳でも同様の同額通用の原則が適用され続ける。
丁銀を除き、総額484万両にのぼる金銀貨が鋳造され、そのうち321万両は額面金額が2朱以下の小額金銀貨だった。これら2朱金、2朱銀、1朱銀といった小額金銀貨の増鋳により、金銀貨は文政元年から天保3年までに57パーセント、安政5年までの40年間で80パーセント増となり、これらの貨幣が江戸や大坂を中心として広く流通したことで、市場における銭貨の需要を相対的に減らす形となった。
天保の改鋳は、それまでの複雑化した通貨の整理と統一も目的としており、天保9年には文政度の金銀貨を100両に付き1両の増歩をつけて引替え、1朱金の通用は天保11年10月限りとし、天保13年に文政金銀すべてを停止すると発令している。
幕府の「納方勘定帳」に改鋳による益金が計上されるようになった文政元年から天保8年（1837年）までに改鋳による幕府の収益は900万両、天保3年（1832年）から同13年（1842年）までの益金総額は755万7000両、年平均68万7000両になった。これらの改鋳によって金貨が激増したことで金銀相場は混乱し、江戸と上方の商取引は低調となって、商品不足による江戸の物価の高騰・大坂の商売不振といった、国民生活への悪影響がみられた。また、これは金貨の改悪であったため、金価の下落と銀価の騰貴を招き、米価を低落させた。

### 安政・万延の改鋳
日米修好通商条約で締結された貨幣の交換比率が原因で、日本の金が大量に海外に流出するという問題が発生し、それに対応するために貨幣改鋳を行った。しかし、改鋳による貨幣量の増加と、海外貿易による物資不足が原因で、激しいインフレが引き起こされた。
詳細は「幕末の通貨問題」の頁を参照。

### 銭の増鋳

寛永通寳元禄期京都七条銭（荻原銭）

改鋳によって金銀貨の流通が増減すれば、銭の価値も上下する。銭高になれば物価は高騰し、その逆では物価が下落するなど、銭相場や物価も改鋳に連動して変化し、特に元禄から元文はその傾向が強かった。そのため幕府は、金銀増改鋳と同時に、「御蔵銭五千貫文」を払い出し、銭の買置き・売惜しみを禁じたほか、銭の大量供給も実施している。
銭相場の高騰と銭不足に対応するため、元禄13年（1700年）からは小型化された寛永通宝が大量に増鋳され、宝永5年（1708年）には、宝永通宝を鋳造した。荻原重秀はこのとき「貨幣は国家の造る所、瓦礫を以て之にかえるといえども行ふべし。今鋳るところの銅は悪薄といえども、なお紙鈔に勝れり。之を行ひとぐべし。」と述べたとされる。この薄小な銭貨は俗に「荻原銭」と呼ばれた。その後、新井白石による正徳の改鋳時には金銀貨の流通量の減少に伴い、銭相場は下落。物価も下がったが米価も下がったため、米を換金して現金収入を得る武家の生活を苦しめた。
元文期の改鋳時にも銭相場が上昇し、江戸周辺地域から移入される商品の決済が金銀貨ではなく銭で行われる傾向が強まったことなどから江戸市中から銭が払底した。銭相場の高騰は銭を給金として受け取る庶民には有利になるはずだが、市中の銭不足は経済を行き詰らせ、かえって彼らの生活を困窮させることになった。対策として幕府は、江戸の亀戸、小梅、深川十万坪の他、石巻・鳥羽・伏見・加島（摂津）・秋田・和歌山などに銭座を新設し、銭の大量供給を図っている。

### 大名領への影響
新貨幣の鋳造に先だって、それまで流通している金銀貨を回収して新貨の材料とする。地方の大名領国で流通している金銀貨は、両替商を経由して金座・銀座のある江戸・京都に輸送され、両替商の窓口で対価として新貨や銭貨と交換される。しかし、通常は古金銀貨の回収額が新貨流入分より多いため、領国内での金銀貨の流通量は貨幣改鋳が行われるたびに減少することとなった。
元禄銀発行時に慶長銀の提出を命じられながら「藩札発行のための準備銀」であるという理由で多くの藩が応じなかったため、幕府は宝永4年（1707年）に「札遣禁止令」を出すが、享保15年（1730年）には通貨量不足の解消のために禁止令を解除する。

### 旧貨の退蔵への対処
江戸時代は、現代の銀行のように貯金を別の誰かに融資することで市場に還流される仕組みが無く、商人が蔵の中に金を貯め込む（＝「退蔵」）とその分、流通する貨幣が減り、市場全体が冷え込む。貨幣改鋳は、退蔵された貨幣を期限切れの旧貨幣とすることで市場に放出させるための手段であり、富裕層や商業資本に対する貯蓄課税であるという研究もなされている。ケインズも、歴史を通じたお金の価値の低下は、ずっと前に獲得され相続されてゆく硬直した古い富を再分配する、富の蓄積に対する強力な対抗力となってきたとしており、貨幣の価値基準の低下は自然に発生するか、そうならない場合は改鋳による貨幣の品質低下によってそれがなされてきたと語っている。
幕府は、主に商人の蔵に納められたままになっている旧金銀貨を、いかに引き出して新貨幣と引替させるかに苦慮している。元禄金発行後の元禄8年から宝永4年（1695 - 1707年）の12年間は交換の際に1%の増歩（プレミア）をつけて慶長金の引出し・入手につとめ、正徳5年12月（1716年1月ごろ）には元禄金、享保2年8月（1717年9月ごろ）には乾字金の通用期限を定め、享保7年12月（1723年1月ごろ）には両小判引替の最終通告を出して、以後は潰し金銀にすると通達している。しかし、引替は進まなかったため、享保15年（1730年）には乾字金がまだ多く残されていることを理由に潰し金にはせずそのまま流通させるという方針へと変えている。
他にも、元文の改鋳時のように新旧貨幣の交換に割増をつけ、文政の改鋳時は「5里（約20キロメートル）・500両以上の引き替えにつき、1里（約4キロメートル）あたり100両に付き銀5分の「道中入用」を支給し、天保の改鋳でも同様に一律1%の手当金を支給した。
さらに元文の改鋳実施から半年後には新旧貨幣の引替高を両替商に対して課すと警告した後、これを実施。18年後の宝暦4年（1754年）には銀座の役人を五畿内・西国筋に派遣し、引替もせず貯め置かれた旧銀を買い入れさせ、文政改鋳では各商人ごとの名前と引替高（引き替えた金額）を書付にして報告することを義務付けている。

## 海外
貨幣改鋳は、貴金属を貨幣の材料とする実物貨幣が流通する地域、主にヨーロッパ諸国で行われた。一方で、信用貨幣が早くから流通していた東洋では、改鋳よりも素材と額面価値が一致しない紙幣の発行により財源確保を行なう傾向があった。
世界で最初の貨幣の平価切り下げは、シラクサの僭主・ディオニュシオス1世によって、市民からの多大な借金を返済するために、町の硬貨をすべて集めさせた上で、1ドラクマ硬貨に2ドラクマと刻印することでなされた。それ以後も、ローマ帝国では皇帝ネロによって最初の貨幣改鋳がなされ、6世紀から8世紀にかけての古代から中世への転換期にはヨーロッパの国王たちもひんぱんに改鋳を行なった。改鋳のたびに貨幣の金銀の含有量が減少しインフレが進行したことから、古代末期から中世初期のヨーロッパでは貨幣経済から物々交換経済への逆行が起きたという説もある。
カール5世は、1523年に外国への金貨の流出を抑えるための手段として金の含有量を減らすようスペイン議会に進言され、1537年にこれを実施した。

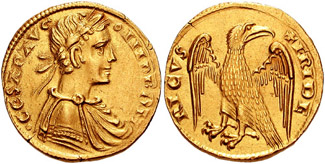
アウグストゥス金貨

このように貴金属の純度を下げる改鋳が行われた一方、神聖ローマ帝国のフリードリヒ2世は、改鋳され続けたアラビア起源のタリ金貨の使用を嫌って、1231年にアウグスターリスという金貨（アウグストゥス金貨）を発行したように、貨幣の貶質を極力抑える、または良質の貨幣を発行しようとする政策も行われている。

## ローマ帝国

### 最初の改鋳

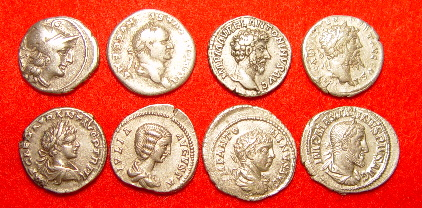
デナリウス銀貨

銅貨は元老院や各地の諸都市によって鋳造された一方、金銀貨の発行はローマ皇帝によってのみ行われた。ローマ帝国で、最初に貨幣改鋳を行ったのはネロで、アウレウス金貨を7.8グラムから7.3グラムに減らし、デナリウス銀貨を3.9グラムから3.41グラムに減らした上、デナリウスの銀の含有量を100パーセントから92パーセントに低下させた。
ネロの改鋳はローマ大火の後の復興費とドムス・アウレア建設費の捻出のために行われたが、同様に改鋳に手を付けた以後の多くの皇帝たちのそれは、軍隊や宮廷の維持費、皇帝個人の嗜好品の購入など、増大していく出費を賄うために行ったものがほとんどだった。ドミティアヌスは、81年に即位した直後にデナリウス銀貨の銀含有量を約12パーセント引き上げながら、それを維持することはできず85年には改鋳による貶質を行っている。2世紀末の五賢帝時代が終わるころから3世紀にかけて貨幣価値の低下は進み、ローマ軍団を30個から33個に増設したセプティミウス・セウェルスの時代にはデナリウスの銀含有率は50パーセントとなっていた。

### 3世紀のローマ

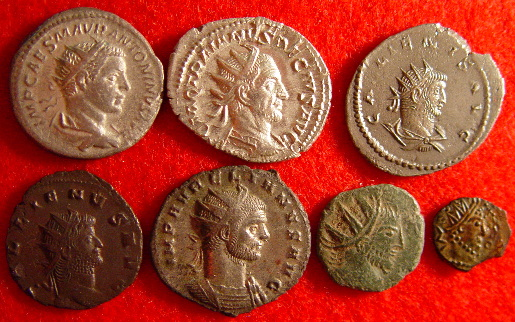
アントニニアヌス貨

紀元3世紀初頭、セウェルスの後に帝位に就いたカラカラは、親衛隊の支持を得るために金銭の供与・賃金のアップを約束し、その財源として215年に、額面価値が2倍のアントニニアヌス貨を発行した。アントニニアヌスは、デナリウスより重さは2倍弱（5.5グラム）あるが銀の含有量は25パーセント低い貨幣だった。
260年に単独皇帝となったガッリエヌスは、アウグストゥス時代より銀の含有量が60パーセントも減少した銀貨であるアントニニアヌスを、8年間の統治期間にさらに含有率4パーセントにまで低下させた。アントニニアヌスは銀メッキしただけの銅貨と化し、デナリウス銀貨や従来の銅貨だったセステルティウスは市場から姿を消した。ガッリエヌス即位までの約250年間に物価の上昇は年0.4パーセントだったのがガッリエヌスによる改鋳からディオクレティアヌスの治世（284年 - 305年）の45年間には年9パーセントの率で上昇したといわれる。
軍人皇帝の1人ルキウス・ドミティウス・アウレリアヌスは、銀貨の質が銀含有率5パーセントにまで低落したのはローマの通貨鋳造職人たちの不正にあるとして彼らを糾弾した。しかし、それに反撥した職人たちは、財政の仕事を任せていた奴隷出身者・フェリキシムスに煽動されてストライキを起こし、ローマの七丘の1つ・アヴェンティーノに立て籠もった。アウレリアヌスはこれを武力で鎮圧したが、カエリウスの丘上の戦闘における犠牲は7000人におよんだとされる。さらにアウレリアヌスは通貨改革のため、
1. 金貨の重量を260年以前の6.5グラムに戻す。
2. 銀貨の銀の含有率は5パーセントのままで、重量を帝国初期の3.9グラムにもどす。
3. セステルティウス銅貨の発行を停止。

という3つの方針を打ち出す。しかし、質の悪化した銀貨では「金貨1枚 ＝ 銀貨25枚 ＝ 銅貨100枚」という相場は維持できなかった。また、この改鋳の際にデナリウス銀貨を供出すればその値に応じたアントニニアヌス銀貨と交換すると発表しているが、「良貨」であるデナリウスは退蔵され、アントニニアヌスとの引替に応じた人は極度に少なかったという。
貨幣経済が発展するにつれて、銀の需要が高まったことからローマ政府は鉱山地区を次々に併合するようになった。しかし、戦争や内乱により国内経済が不安定になったことから金銀は退蔵されて流通から姿を消し、また貿易による銀貨の輸出、銀鉱山からの銀産出の不足などから国内の貨幣の不足も発生していった。
必要な量の物資と安定した貨幣を供給できなくなったローマ帝国は、自然経済へ回帰しかねない状況にまで陥っていた。カラカラはアントニニアヌス貨を発行し貨幣量を増やしたが、物価上昇と良貨の退蔵により貨幣流通は衰え、税の取り立ては現物で行われるようになった。以後、貨幣価値の低下と物価の上昇は止まらず、クラウディウス・ゴティクスやアウレリアヌスによる信用貨幣の導入によってもインフレは抑えられなかった。貨幣価値の低下によって、質の落ちた貨幣による現金納税ではなく、現物納を要求するという事態も引き起こされた。

### 専制君主制時代のローマ
ディオクレティアヌスの即位当時、貨幣の信用が大きく低下していたため、激しいインフレが起き、誰も通貨を使おうとはせず交易の大半は物々交換で行われるようになっていた。ディオクレティアヌスは、その治世中に帝国通貨の信用を回復するための通貨改革を行った。金銀を生み出す錬金術に関する書籍を集めてそのすべてを焼却させた他、重量がネロによる改鋳当時の3.4グラム、銀含有率は初代皇帝アウグストゥス当時と同じ100パーセントのアルジェンテウス (Argenteus) を鋳造した。同時に銀含有率が5パーセントに低下していたデナリウスは廃止され、フォリス銅貨が導入された。しかし、新銀貨は退蔵されて市場から姿を消し、旧銀貨の価値はさらに下落、インフレも沈静化しなかった。そのため、ディオクレティアヌスは通貨改革の6年後の301年に、物価やサービスの上限価格などを定めた統制経済政策をとった。しかし、この政策によって労働の質は低下し、人々は物々交換を行い、インフレも止まることはなかった。

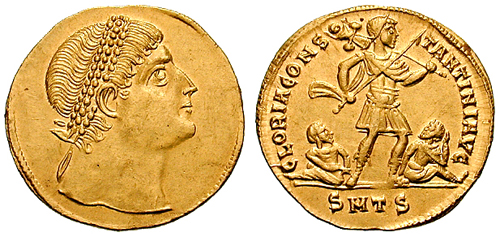
ソリドゥス金貨

ディオクレティアヌスの後に正帝の地位に就いたコンスタンティヌス1世は、東ローマの通貨の信用を得るためにソリドゥス金貨、後のベザント金貨を発行して、金本位制へと移行させた。純度98パーセントのこの金貨は、ローマ帝国滅亡後もその品質を保って鋳造され続けた。この金貨を鋳造するために、コンスタンティヌスが征服した東方の地から献納された黄金と、313年にローマの国教をキリスト教に定めた後に帝国中の異教の寺院から没収した金をその素材として使用した。
しかし、ソリドゥス金貨が基軸通貨として高い信用を得た一方、銀貨や銅貨の信用は低下したままだった。そのため、質の高い金貨で給料が払われる軍の将兵や行政官僚といった上の階層に属する国民と、質の低下する一方の銀貨・銅貨で生活しなければならない中下の階層の人々との経済格差は大きく開くことになった。

## イギリス
イギリスでは、1282年からエドワード1世の治下で、貨幣の純度を調べる「見本硬貨検査」が行われた。これは、「12人の腕のいい金細工師をともなった12人の慎重で正直なロンドン市民」からなる審査団による、王立造幣局で発行したばかりの貨幣の公開検査で、イングランド硬貨の信頼性を獲得してきた。しかし、戦争の費用を捻出するためにエドワード3世により1344年と1351年に貨幣の改鋳が行われた後、イングランドでは何度も改鋳は繰り返された。中でもヘンリー8世により1542年から1547年までに実施された改鋳は大悪改鋳 (Great Debasement) と呼ばれた。ヘンリー8世による1526年の改鋳では銀貨の純度が2分の1に、大悪改鋳では3分の1にまで引き下げられたことで、貨幣の品質は大きく低下し、物価の高騰を招いたが、貨幣の流通速度も加速された。
その反対に貨幣の品質を元に戻すための改鋳も行われた。初代サマセット公エドワード・シーモアによる改鋳や1551年のジョン・ダドリーによる改鋳でさらに質が低下した貨幣が、女王エリザベス1世の治世中の1552年に財務府長官のウィリアム・ポーレットや金融専門家トーマス・グレシャムによって品質を高められた他、削り取りにより大幅にその重量を落とした貨幣の品質を改善するために1695年末に大改鋳が実施された。
大改鋳は、エリザベス1世の時代から行われた貨幣の削り取りへの対応だけでなく、国内の金銀比価の変化による海外への銀流出問題に対応するために実施された。名誉革命でメアリー2世とウィリアム3世が王位に就いた後に実施された改鋳で、削り取りを防ぐために縁にギザギザをつけた貨幣が発行された。
しかし、エリザベス1世の時代に行われた「良貨」への改鋳は為替レートを急騰させ、「悪鋳」によって低下した為替レートによって進展した毛織物の輸出にブレーキをかけた。これにより、イングランドの毛織物産業は衰退し、16世紀後半の不況を招いた。また、大改鋳はデフレを引き起こし、さらにロックの提唱によって金銀貨は従来通りの額面価値で発行されたことで、銀の海外流出は依然として続くこととなった。銀の流出と同時に金の流入が起きたイングランドでは、他の国に先駆けて金本位制を採用することとなる。

## フランス
カペー朝の末期から財政が破綻したフランスでは、フィリップ4世が改鋳をして以来、後の王たちによって同様の貨幣の平価切り下げが頻繁に行われた。中でも、財政を改鋳益金に頼ったジャン2世は、王位に就いた最初の年（1350年）に18回、1364年に没するまで金銀貨あわせて約140回の改鋳を実施している。
ポワティエの戦い（1356年）の後、パリに帰還し摂政となったシャルル5世は、パリ商人頭エティエンヌ・マルセルらの要求を容れて1365年に「王冠のグロ銀貨」と呼ばれる品質の良い銀貨を発行した。しかし、1358年のジャックリーの乱や翌1359年のエドワード3世の再侵攻といった事件の後、貨幣の貶質は続き1360年3月発行の「星のグロ貨」において通貨の信用度は40分の1にまで落ちる。1364年に王位に就いたシャルル5世は1380年に急逝するまでの16年間に、フラン金貨を1364年に1度、銀貨は1364年・1365年・1369年・1373年に計8回の改鋳を行ったが、通貨の信用を保つためその品質をほとんど落とすことは無かった。
シャルル5世が通貨の信用度を保ち、その立て直しに取り組んだのは、ジャン2世の身代金調達のためにも諸都市の協力は不可欠で、エティエンヌ・マルセルたちとの約束を守ることが大事だったことと、兵士に支払う給料である銀貨の信用度が低くては困るという事情があった。
次代のシャルル6世の治世では1405年に発行された銀貨までは高い品質を保っていたが、ブルゴーニュ派とアルマニャック派の党派対立によって内戦が発生した1411年にはこれまでの通貨よりも質を落としたゲナール銀貨が発行された。その後も貶質は続き、トロワ条約（1420年5月）が調印される直前（同年4月）に、大きく質を落とした「小花銀貨」が発行された。

## 現代

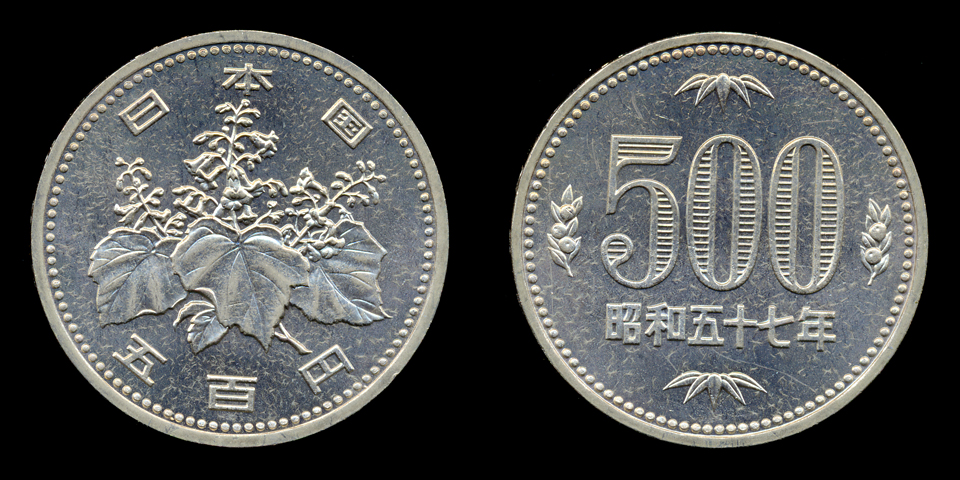
五百円白銅貨。1999年（平成11年）までの製造分はこの形式。

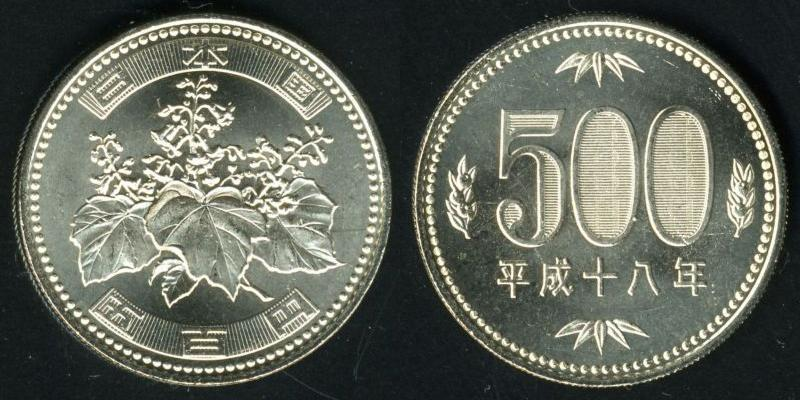
五百円ニッケル黄銅貨。前代の五百円白銅貨の大量変造事件を受け、材質変更の上いくつかの偽造防止技術を施した。

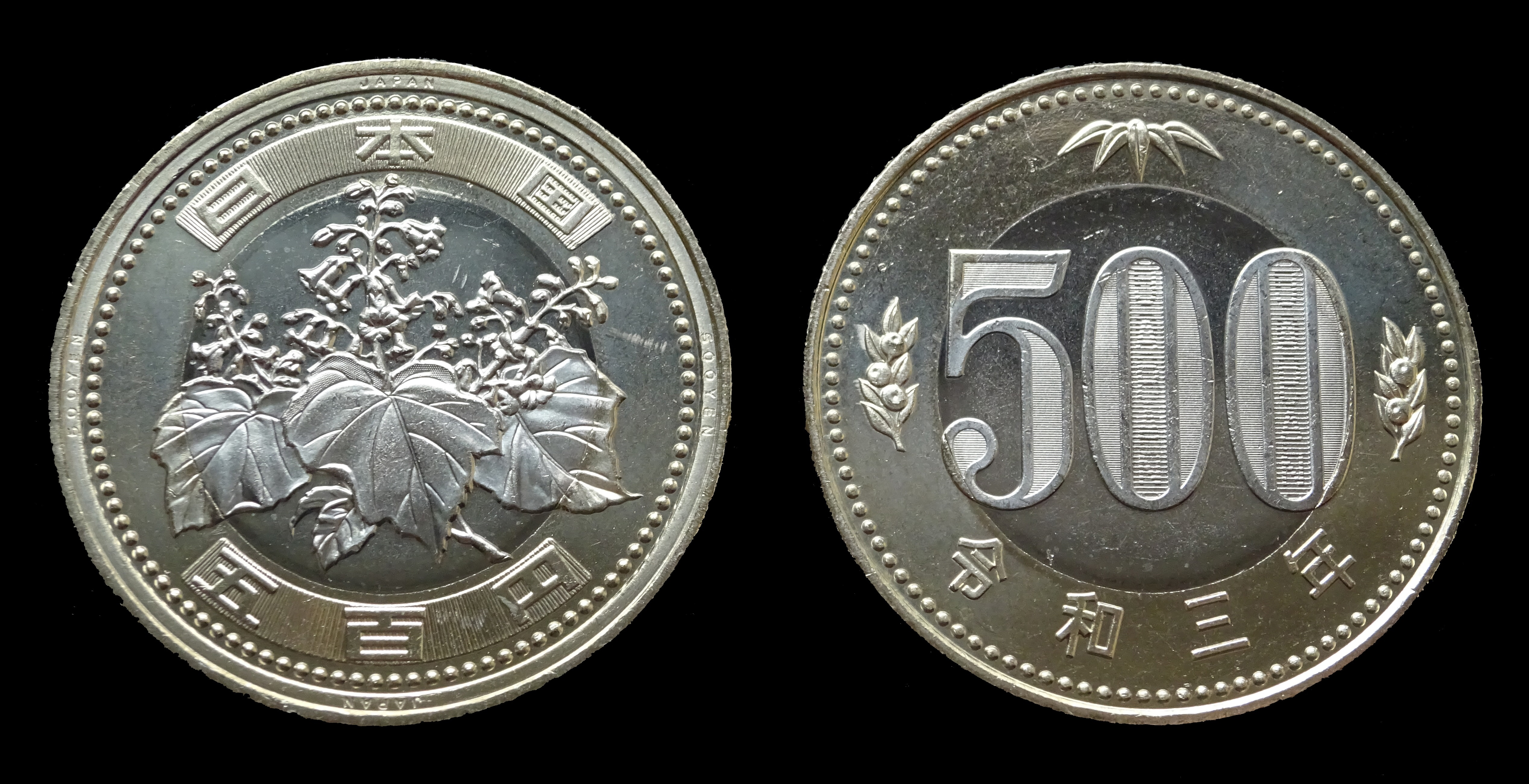
五百円バイカラー・クラッド貨。前代の五百円ニッケル黄銅貨の発行から相当期間が経過したため、バイカラー・クラッド構造とするなど、偽造防止対策を強化した。

通貨としての流通を目的とした金貨や銀貨が世界的に見られなくなった現代社会において、硬貨の材質に関係なく形式を改訂した新たな硬貨を製造し流通させることを改鋳と呼ぶことがあるが、現代の硬貨は素材価値と通用価値が一致しない（一般に前者が後者より低い）名目貨幣であるため、以上述べた歴史上の実物貨幣としての金貨や銀貨の改鋳とは意味合いが異なる。
現代においてこのような硬貨の改鋳がなされる理由は、主に次のようなものがある。
- 偽造防止対策強化のため。 - 例：2000年（平成12年）（ニッケル黄銅貨）・2021年（令和3年）（バイカラー・クラッド貨）の日本の五百円硬貨の改鋳、2017年のイギリスの1ポンド硬貨の改鋳（バイメタル構造採用）
- 素材価値が高くなり額面に見合わなくなった硬貨を、素材価値の低いものに変更するため。 - 例：1982年のアメリカの1セント硬貨の改鋳（銅合金→銅メッキ亜鉛）、2006年の韓国の10ウォン硬貨の改鋳（黄銅→銅メッキアルミニウム）
- シリーズ一新に伴うデザイン変更のため。 - 例：1983年の韓国の1ウォン硬貨から100ウォン硬貨の改鋳